# Diamond (Illinois)
Diamond – wieś w Stanach Zjednoczonych, w stanie Illinois, w hrabstwie Grundy.

## Demografia
Zgodnie ze spisem statystycznym z 2000, miasto liczyło 1393 mieszkańców. W 2023 liczba mieszkańców wzrosła do 2682 osób, a gęstość zaludnienia przekroczyła 654 osoby/km².